# Киркланд, Зандер
Александр «Зандер» Киркланд (англ. Alexander "Zander" Kirkland; 11 февраля 1983; Пейджет, Бермудские Острова) — бермудский яхтсмен, участник Олимпийских игр 2012 года.
На Церемонии открытия летних Олимпийских игр 2012 была знаменосцем команды Бермудских островов.

## Карьера
Выступает в команде со своим младшим братом Джессом Киркландом в классе 49er.
На Летних Олимпийских играх в Лондоне они заняли 19-е место по результатам соревнований в классе 49er и не смогли завоевать медалей.